# Ryan McBride Brandywell Stadium
Het Ryan McBride Brandywell Stadium (Iers: Tobar an Fhíoruisce) is een voetbalstadion in de Noord-Ierse stad Derry. In het stadion speelt Derry City FC haar thuiswedstrijden.
Vanaf september 2018 is het stadion hernoemd ter nagedachtenis aan clubicoon Ryan McBride die op 27-jarige leeftijd, als speler van de club, om het leven is gekomen.
Ook Institute FC komt tijdelijk uit in Brandywell vanwege het overstromen van hun eigen stadion.
Dalymount Park (Bohemian FC) ·
Finn Park (Finn Harps FC) ·
Oriel Park (Dundalk FC) ·
Richmond Park (St. Patrick's Athletic FC) ·
Ryan McBride Brandywell Stadium (Derry City FC) ·
Showgrounds (Sligo Rovers FC) ·
Tallaght Stadium (Shamrock Rovers FC) ·
Tolka Park (Shelbourne FC) ·
Turners Cross (Cork City FC) ·
Waterford Regional Sports Centre (Waterford FC)
Athlone Town Stadium (Athlone Town FC) ·
Bishopsgate (Longford Town FC) ·
Carlisle Grounds (Bray Wanderers AFC) ·
Eamonn Deacy Park (Galway United FC) ·
Ferrycarrig Park (Wexford FC) ·
St. Colman's Park (Cobh Ramblers FC) ·
Stradbrook Road (Cabinteely FC) ·
Tallaght Stadium (Shamrock Rovers FC II) ·
UCD Bowl (University College Dublin AFC) ·
Head in the Game Park (Drogheda United FC) ·
Ballymena Showgrounds (Ballymena United FC) ·
Inver Park (Larne FC) ·
Milltown (Warrenpoint Town FC) ·
Mourneview Park (Glenavon FC) ·
Seaviewstadion (Crusaders FC) ·
Shamrock Park (Portadown FC) ·
Solitude (Cliftonville FC) ·
Stangmore Park (Dungannon Swifts FC) ·
Taylors Avenue (Carrick Rangers FC) ·
The Oval (Glentoran FC)
The Showgrounds (Coleraine FC) ·
Windsor Park (Linfield FC)
Bangor Fuels Arena (Ards FC) ·
Breda Park (Knockbreda FC) ·
Darragh Park (Dergview FC) ·
Dixon Park (Ballyclare Comrades FC) ·
Ferney Park (Ballinamallard United FC) ·
Lakeview Park (Loughgall FC) ·
Ryan McBride Brandywell Stadium (Institute FC) ·
Tandragee Road (Annagh United FC) ·
The Showgrounds (Newry City AFC) ·
Tillyburn Park (Harland & Wolff Welders FC)
Upper Malone (Queens University Belfast AFC) ·
Wilgar Park (Dundela FC)
Bangor Fuels Arena (Bangor FC) ·
Crystal Park (Banbridge Town FC) ·
Fortwilliam Park (Tobermore United FC) ·
Holm Park (Armagh City FC) ·
Mill Meadow (Moyola Park FC) ·
Mullaghacall (Portstewart FC) ·
New Forge Lane (PSNI FC) ·
New Grosvenor Stadium (Lisburn Distillery FC) ·
Planters Park (Dollingstown FC) ·
Solitude (Newington FC)
The Showgrounds (Limavady United FC) ·